# Bernard Giraudeau
Bernard Giraudeau (La Rochelle, 18 giugno 1947 – Parigi, 17 luglio 2010) è stato un attore e regista francese.

## Biografia
Sposatosi con l'attrice Anny Duperey, ebbe da lei due figli, Gaël (nato nel 1982) e Sara Giraudeau, nata nel 1985, che ha seguito le orme dei genitori diventando a sua volta attrice.
È morto il 17 luglio 2010 dopo una lunga malattia, nell'ospedale parigino "Georges Pompidou".

## Filmografia parziale
- Revolver, regia di Sergio Sollima (1973)
- Due contro la città (Deux hommes dans la ville), regia di José Giovanni (1973)
- La petite gare, regia di Emmanuel Ciepka (1975)
- Lo zingaro (Le Gitan), regia di José Giovanni (1975)
- Bilitis, regia di David Hamilton (1977)
- Il giudice d'assalto (Le juge Fayard dit Le Shériff), regia di Yves Boisset (1977)
- Amarsi?... che casino! (Et la tendresse?... Bordel!), regia di Patrick Schulman (1979)
- Histoire d'amour (Le Toubib), regia di Pierre Granier-Deferre (1979)
- Il tempo delle mele (La Boum), regia di Claude Pinoteau (1980)
- Passione d'amore, regia di Ettore Scola (1981)
- Il grande perdono (Le Grand pardon), regia di Alexandre Arcady (1982)
- Ecate (Hécate), regia di Daniel Schmid (1982)
- Le ruffian, regia di José Giovanni (1983)
- La medusa (L'Année des méduses), regia di Christopher Frank (1984)
- Les spécialistes, regia di Patrice Leconte (1985)
- La donna che ci separa (Bras de fer), regia di Gérard Vergez (1985)
- Moi vouloir toi, regia di Patrick Dewolf (1985)
- Les longs manteaux, regia di Gilles Béhat (1986)
- Vent de panique, regia di Bernard Stora (1987)
- La reine blanche, regia di Jean-Loup Hubert (1991)
- Le strategie del cuore (Après l'amour), regia di Diane Kurys (1992)
- Nuova vita (Une nouvelle vie), regia di Olivier Assayas (1993)
- Le Fils préféré - Ospiti pericolosi (Le Fils préféré), regia di Nicole Garcia (1994)
- Ridicule, regia di Patrice Leconte (1996)
- Profumo d'Africa (Les caprices d'un fleuve), regia di Bernard Giraudeau (1996)
- Marianna Ucrìa, regia di Roberto Faenza (1997)
- Marquise, regia di Véra Belmont (1997)
- Marthe, regia di Jean-Loup Hubert (1997)
- Un affare di gusto (Une affaire de goût), regia di Bernard Rapp (2000)
- Gocce d'acqua su pietre roventi (Gouttes d'eau sur pierres brûlantes), regia di François Ozon (2000)
- La Petite Lili, regia di Claude Miller (2003)
- Quel giorno (Ce jour-là), regia di Raoul Ruiz (2003)
- Marinai perduti (Les Marins perdus), regia di Claire Devers (2003)
- Chok-Dee, regia di Xavier Durringer (2005)

## Doppiatori italiani
- Roberto Pedicini in Marianna Ucrìa, Marquise
- Guido Sagliocca in Il tempo delle mele
- Cesare Barbetti in Passione d'amore
- Gianni Giuliano in La medusa
- Luca Biagini in Gocce d'acqua su pietre roventi